# Транслитерация

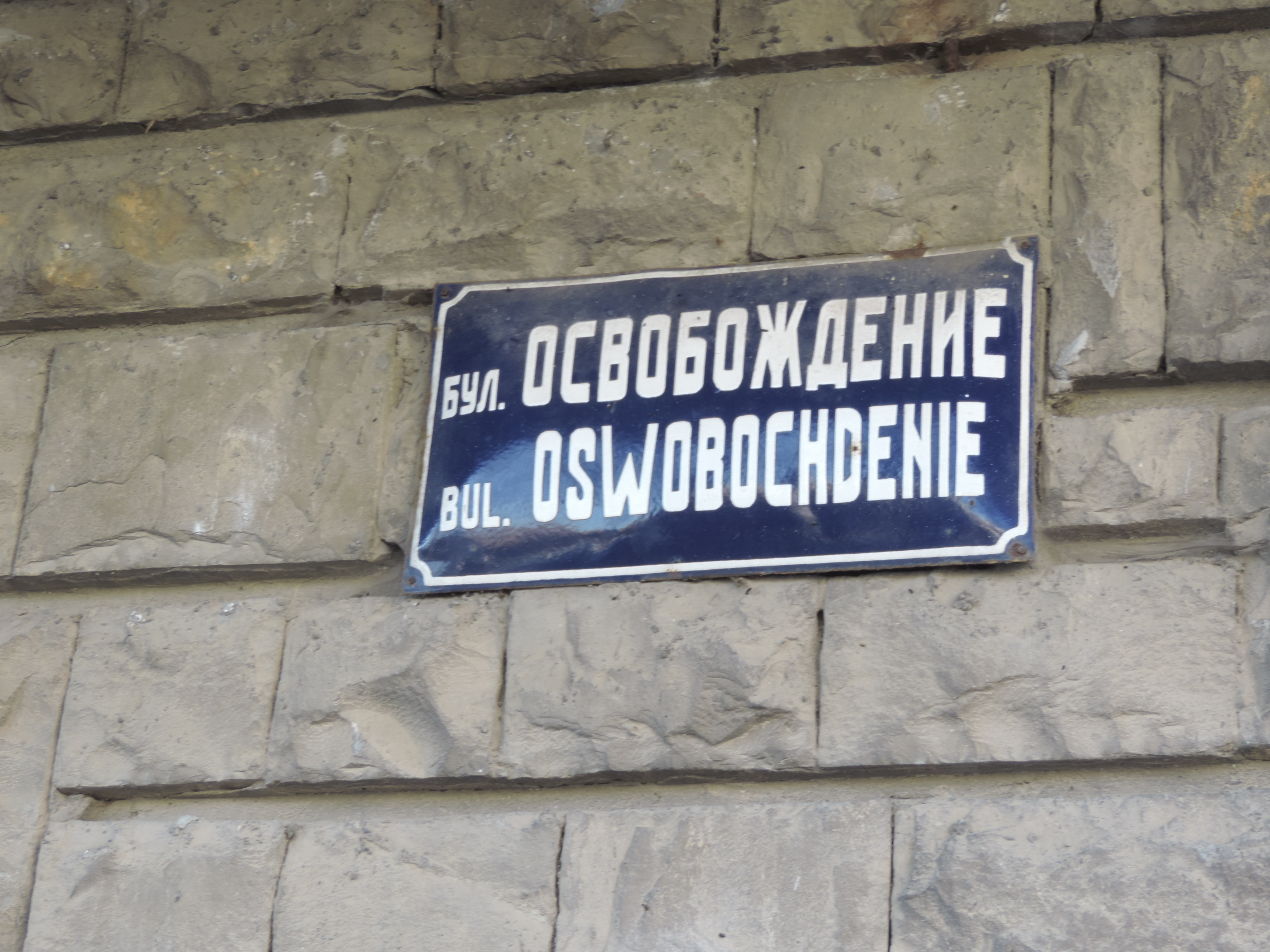
Транслитерация названий (с ошибкой в букве «Ж»), г. Бургас, Болгария

Транслитера́ция (лат. trans- «через; пере-» + littera — «буква») — точная передача знаков одной письменности знаками другой письменности, при которой каждый знак (или последовательность знаков) одной системы письма передаётся соответствующим знаком (или последовательностью знаков) другой системы письма.
Например, романизация — передача нелатинской письменности средствами расширенного латинского алфавита с применением диакритических знаков и буквосочетаний. Возможна графическая передача четырёх типов:
1. один знак в один знак;
2. один знак в последовательность знаков;
3. последовательность нескольких знаков в один знак;
4. последовательность нескольких знаков в последовательность нескольких знаков, не соответствующую передаче знаков по отдельности.

Необходимость в транслитерации возникла в конце XIX века при создании прусских научных библиотек для включения в единый каталог работ, написанных на языках с латинской, кириллической, арабской, индийскими и другими системами письма. Инструкции по транслитерации, составленные для нужд этих библиотек, послужили в XX веке основой стандарта для перевода нелатинских систем письма на латиницу.

## Отличие от транскрипции
Отличие транслитерации от транскрипции состоит в следующем: транслитерация предназначена для передачи букв одного алфавита буквами другого алфавита, а транскрипция — для передачи звуков одного языка буквами алфавита другого языка.

## Классификация
По строгости представления:
Строгая
Замена каждого знака исходного текста только одним знаком другой письменности (а→a, б→b, в→v, ю→û…).
Ослабленная
Замена некоторых знаков исходного текста сочетаниями двух или более знаков другой письменности (ж→zh, ч→ch, ю→yu, я→ya…).
Расширенная
Представление некоторых сочетаний знаков исходного текста особым образом (ый→y).

## Правила
Требования:
Однозначность
Обеспечение стабильности представления элементов исходной письменности (букв, слов; выражений) средствами другой (конвертирующей) письменности.
Простота
Обеспечение автоматического выполнения процедуры перехода от исходного текста к конвертированному на основе простых алгоритмов, преимущественно сводящихся к применению таблиц замены знаков одной системы письма знаками другой системы письма.
Желательна также обратимость этого преобразования, чтобы можно было восстановить исходное написание; на практике это соблюдается далеко не всегда.
Соблюдение правил
При применении правил конверсии могут не всюду соблюдаться требования звукового соответствия знаков конвертируемых систем письма, эстетические соображения и традиционные нормы, хотя в каждом отдельном случае желательна разработка таких правил, чтобы нарушение традиционных, фонетических и эстетических норм было минимальным. Однако каждый, кто знает исходный язык и правила конверсии, имеет возможность восстановить исходный текст и прочитать его по правилам исходного языка.

## Применение
На практике транслитерация до недавнего времени применялась ограниченно, большей частью в сфере формальной обработки данных (например, при составлении в единой письменности каталога библиотеки из книг на разных языках). Для воспроизведения же в русском тексте иностранных имен и названий предпочтение в большинстве случаев отдается так называемой практической транскрипции, учитывающей не только письменную форму исходных слов, но и их произношение, а также исторические соображения. В чистом виде транслитерация применяется для немногих языков: таковы, например, системы передачи кириллицей китайских и японских слов (см. статьи «Система Палладия» и «Система Поливанова», соответственно).
В настоящее время транслитерация часто используется при написании веб-адресов, например, vesti.ru. Развёртывание системы многоязычных доменных имен началось в июне 2003 года с доменов стран Восточной Азии — Китая, Японии, Тайваня. Первые адреса с использованием национальных алфавитов были неудобны тем, что домен верхнего уровня («.cn», .com и другие) надо было набирать латиницей, переключая раскладку клавиатуры; потому на большинстве сайтов до сих пор и домен, и остальная часть адреса пишется латиницей. Национальный домен верхнего уровня с поддержкой кириллицы — .рф — появился в 2009 году. В тестовом режиме доменные имена с символами кириллицы впервые начали регистрировать в доменах «.net» и «.com» в 2001 году.
Транслитерация применялась в мобильных телефонах, которые не поддерживали русский язык. Кроме того, операторы мобильной связи долгое время предпочитали рассылать SMS-сообщения своим абонентам с использованием транслитерации («в транслите»), так как с одной стороны это обеспечивало читаемость сообщения на всех телефонах, включая устаревшие, с другой — SMS-сообщения на кириллице занимают в два раза больше места, чем на «транслите» (при наборе текста латиницей на каждый символ отводится один байт, а кириллицей — два байта). С 2007 года рассылка SMS в подобном виде расценивается как нарушение. Тогда же операторы вынуждены были вводить русскоязычные команды для SMS-сервисов.

## Примеры транслитерации алфавита
Всеобщая декларация прав человека, статья 1
Транслитерация текста на русском языке
Русский текст:

Все люди рождаются свободными и равными в своём достоинстве и правах. Они наделены разумом и совестью и должны поступать в отношении друг друга в духе братства.
Транслитерация согласно ISO 9 (по системе А):

Vse lûdi roždaûtsâ svobodnymi i ravnymi v svoëm dostoinstve i pravah. Oni nadeleny razumom i sovest'û i dolžny postupat' v otnošenii drug druga v duhe bratstva.
Английский (практическая транскрипция):

 Vse lyudi rozhdayutsya svobodnymi i ravnymi v svoyom dostoinstve i pravakh. Oni nadeleny razumom i sovestyu i dolzhny postupat v otnoshenii drug druga v dukhe bratstva.
Однозначная транслитерация по системе en:Harvard-Kyoto (базовая и с сохранением прописных букв):

vse lUdi roZdaUtsA svobodnImi i ravnImi v svoOm dostoinstve i pravah. oni nadelenI razumom i sovestjU i dolZnI postupatj v otnoSenii drug druga v duhe bratstva.
^vse lUdi roZdaUtsA svobodnImi i ravnImi v svoOm dostoinstve i pravah. ^oni nadelenI razumom i sovestjU i dolZnI postupatj v otnoSenii drug druga v duhe bratstva.
Китайский упрощённый:

 夫谢 柳季 罗日达尤齐亚 斯沃博德内米 伊 拉夫内米 夫 斯沃约姆 多斯托因斯特韦 伊 普拉瓦赫. 奥尼 纳杰列内 拉祖莫姆 伊 索韦斯秋 伊 多尔日内 波斯图帕季 夫 奥特诺舍尼伊 德鲁格 德鲁加 夫 杜赫 布拉茨特瓦.
Хангыль (корейское письмо):

 브세 류디 로즈흐다윧샤 스보보드니미 이 라브니미 브 스보욤 도스토인스트베 이 프라박흐. 오니 나델레니 라주몸 이 소베스티유 이 돌즈흐니 포스투팓 브 옫노셰니이 드루그 드루가 브 둑헤 브랃스트바.
Деванагари:

व्से ल्युदि रोज्दयुत्स्य स्वोबोद्निमि इ रव्निमि व् स्वोयोम् दोस्तोइन्स्त्वे इ प्रवख्. ओनि नदेलेनि रज़ुमोम् इ सोवेस्तियु इ दोल्ज़्ह्नि पोस्तुपति व् ओत्नोस्हेनिइ द्रुग् द्रुग व् दुखे ब्रत्स्त्व.
Кхмерское письмо:

វ្សេ ល្យុទិ រោជ្ទយុត្ស្យ ស្វោពោទ្និមិ ឥ រវ្និមិ វ៑ ស្វោយោម៑ ទោស្តោឥន្ស្ត្វេ ឥ ប្រវខ៑. ឱនិ នទេលេនិ រជុមោម៑ ឥ សោវេស្តិយុ ឥ ទោល្ជ្ហ្និ បោស្តុបតិ វ៑ ឱត្នោស្ហេនិឥ ទ្រុគ៑ ទ្រុគ វ៑ ទុខេ ព្រត្ស្ត្វ.
Армянское письмо:

Վսե լյուդի ռոժդայուտսյա սվոբոդնիմի ի ռավնիմի վ սվոյոմ դոստոինստվե ի պրավախ։ Օնի նադելենի ռազումոմ ի սովեսծյու ի դոլժնի պոստուպած վ օտնոշենիի դրուգ դրուգա վ դուխե բռատստվա։
Тибетское письмо:

ཝྶེ ལྱུདི རོཛྡཡུཏྶྱ སྭོབོདྣིམི ཨི རཝྣིམི ཝ྄ སྭོཡོམ྄ དོསྟོཨིནྶྟྭེ ཨི པྲཝཁ྄. ཨོནི ནདེལེནི རཛུམོམ྄ ཨི སོཝེསྟིཡུ ཨི དོལ྄ཛྷྣི པོསྟུཔཏི ཝ྄ ཨོཏྣོསྷེནིཨི དྲུག྄ དྲུག ཝ྄ དུཁེ བྲཏྶྟྭ.
Тайское письмо:

เวฺส ลฺยุทิ โรชฺทยุตฺสฺย โสฺวโพทฺนิมิ อิ รวฺนิมิ วฺ โสฺวโยมฺ โทโไสฺตนฺสฺเตฺว อิ ปฺรวขฺ. โอนิ นเทเลนิ รชุโมมฺ อิ โสเวสฺติยุ อิ โทลฺชฺหฺนิ โปสฺตุปติ วฺ โอตฺโนเสฺหนิอิ ทฺรุคฺ ทฺรุค วฺ ทุเข พฺรตฺสฺตฺว.
Хирагана:

わせりゅじろざゆつしゃすをぼだなみいらわなみわすおよむどすといぬすつべいぷらわほ。おになでれにらずもむいそべしゅちゅいらずむいどるずにぽすつぱちわをつのせにいだるぐだるがわづへぶらつすわ。
Транслитерация текста на греческом языке
Греческий текст:

'Ολοι οι άνθρωποι γεννιούνται ελεύθεροι και ίσοι στην αξιοπρέπεια και τα δικαιώματα. Είναι προικισμένοι με λογική και συνείδηση, και οφείλουν να συμπεριφέρονται μεταξύ τους με πνεύμα αδελφοσύνης.
Транслитерация согласно ISO 843:

Óloi oi ánthrōpoi gennioúntai eléftheroi kai ísoi stīn axioprépeia kai ta dikaiṓmata. Éinai proikisménoi me logikī́ kai synéidīsī, kai oféiloun na symperiférontai metaxý tous me pnévma adelfosýnīs.